# Павел Литвинов
Павел Михайлович Литвинов е съветски физик и преподавател. Участник в правозащитното движение в СССР, един от участниците в т.нар. „Демонстрация на седемте“ на Червения площад през август 1968 г. Политически затворник и политически емигрант в САЩ.

## Биография
Роден е на 6 юли 1940 г. в Москва. Внук е на Народния комисар по външните работи на СССР при Сталин Максим Литвинов и Айви Лоу. Баща му, Михаил Литвинов (1917 – 2006), завършил Механико-математическия факултет на Московския държавен университет, e математик и инженер, кандидат на техническите науки, a майка му, Флора Литвинова, родена Ясиновская, е физиолог, кандидат на биологични науки. И двамата родители, въпреки притесненията за сина си, го разбират и не се опитват да го възпрат.
През 1966 г. завършва Физическия факултет на Московския държавен университет. През 1966 – 1968 г. преподава физика в Московския институт за фини химични технологии.
Съставя самиздатските сборници „Правосъдие или разправа“ (1967) и „Процесът на четирима“ (1968) – за процеса срещу Александър Гинзбург, Юрий Галансков, Алексей Доброволски и Вера Лашкова. Автор е, заедно с Лариса Богораз, на „Обръщението към световната общност“ (1968) – първият открит призив на съветските дисиденти към Запада.
Участник е в „демонстрацията на седемте“ на Червения площад на 25 август 1968 г. срещу влизането на съветските войски в Чехословакия. Политически затворник (шест месеца в затворите, през 1968 – 1972 г. в изгнание, работи като електротехник в село Усугли в Читинска област ).
На 18 март 1974 г. Павел Литвинов е принуден да емигрира в САЩ. През 1975 – 1983 г. е чуждестранен представител на „Хроника на текущите събития“ (издание за нарушаването на правата на човека в СССР). През 1974 – 1988 г. е член на редакционния съвет на издателство „Хроника“ в САЩ. През 1976 – 2006 г. преподава математика и физика в колежа Хакли в Таритаун, щата Ню Йорк. Член е на Съвета на директорите на фондация „Андрей Сахаров“.

## Семейство
Като студент има краткотраен брак. По-късно се оженва за Мая Лвовна Копелева (Русаковска, Литвинова), дъщеря на писателя Лев Копелев, от която има дъщеря Лариса  и доведен син Дмитрий Литвинов, гражданин на САЩ и Швеция, активист на Грийнпийс.
От поетесата Наталия Горбаневска, също дисидентка, има син Йосиф Горбаневски (1968 – 2017), оператор и видеооператор.